# Mussolet amazònic
El mussolet amazònic (Glaucidium hardyi) és una espècie d'ocell de la família dels estrígids (Strigidae). Habita la selva humida del sud-est del Perú, nord de Bolívia i Brasil, als estats de Mato Grosso, Amazonas, Rondônia i nord de Pará. El seu estat de conservació es considera de risc mínim.